# Офанзива Талибана 2021.
Војна офанзива Талибана и савезничких милитантних група, међу којима је и Ал-Каида, против Владе Авганистана и њених савезника почела је 1. маја 2021. године, истовремено с повлачењем већине трупа САД из Авганистана.
Током прва три месеца офанзиве, Талибани су знатно напредовали у сеоским подручјима повећавајући број округа које контролишу са 73 на 223 и постепено изолујући урбана средишта. Почевши од 6. августа, Талибани су заузели двадесет девет од тридесет четири провинцијске престонице Авганистана, међу којима су и Кандахар и Херат, а закључно с 10. августом контролисали су 65% површине земље.
Офанзива је позната по брзим територијалним добицима Талибана. и по домаћим и међународним последицама. Дана 10. августа, амерички званичници су проценили да би главни град Авганистана Кабул могао пасти под Талибане у року од 30 до 90 дана. Дана 15. августа, Асошиејтед прес (енгл. Associated Press) је известио да су Талибани стигли до Кабула и да чекају „пренос” власти. Истог дана град се увече предао Талибанима који су ушли у председничку палату, а председник државе Ашраф Гани је побегао авионом у суседни Узбекистан, а потом емигрирао у Оман.